# 코인록커보이즈
코인록커보이즈(THE COIN ROCKER BOYS)는 2006년 대한민국 서울에서 결성된 남성 4인조 멜로디컬 펑크 밴드이다.

## 구성원
- 김환 - 보컬 & 기타
- 임무혁 - 기타 & 코러스
- 정문법 - 베이스 & 코러스
- 김형필 - 드럼 & 코러스

## 결성
코인록커보이즈는 2006년 고교동창 김환과 정문법을 중심으로 다른밴드에서 활동중이던 임무혁과 김형필을 만나게 되며 "듣는이들로 하여금 감동을 줄 수 있는 음악을 하자!!!" 라고 의기투합하여 결성되었다.코인록커보이즈는 특별한 의미는 없으며, 김환이 그 당시 가장 최근에 읽었던 무라카미 류의 소설 코인록커베이비즈에서 따왔다고 한다. 후에 동전의 양면과 같이 기쁨과 슬픔이 공존된 멜로디로 소년의 순수함을 노래한다는 의미를 가지고 있다고 억지로 우기고 있는 중이라고 한다.

## 활동
2006년 결성 이후 홍대 클럽을 중심으로 오리지널 곡들로만 라이브를 늘려가다 2008년 자체적으로 첫 EP앨범 《卒業》을 발매하고 SAPIENS7과 레코드 계약을 맺었다. 그리고 2010년 그들의 첫 번째 정규앨범 《INSERT COIN》이 발매되었다.

### 작품활동
- 卒業 (2008)
- INSERT COIN (2010)